# Прилуцький краєзнавчий музей імені В. І. Маслова
Прилуцький краєзнавчий музей імені В. І. Маслова — краєзнавчий музей у місті Прилуки Чернігівської області, заснований у 1894 році (один з найдавніших музейних осередків регіону). Значне цінне зібрання археологічних, історичних, природничих, етнографічних та мистецьких пам'яток Прилуччини.
Міститься в історичному будинку в прилуцькому середмісті і розташований за адресою: вул. Київська, буд. 277, м. Прилуки (Чернігівська область, Україна).
Директор музейного закладу — Тетяна Зоць.

## Галерея

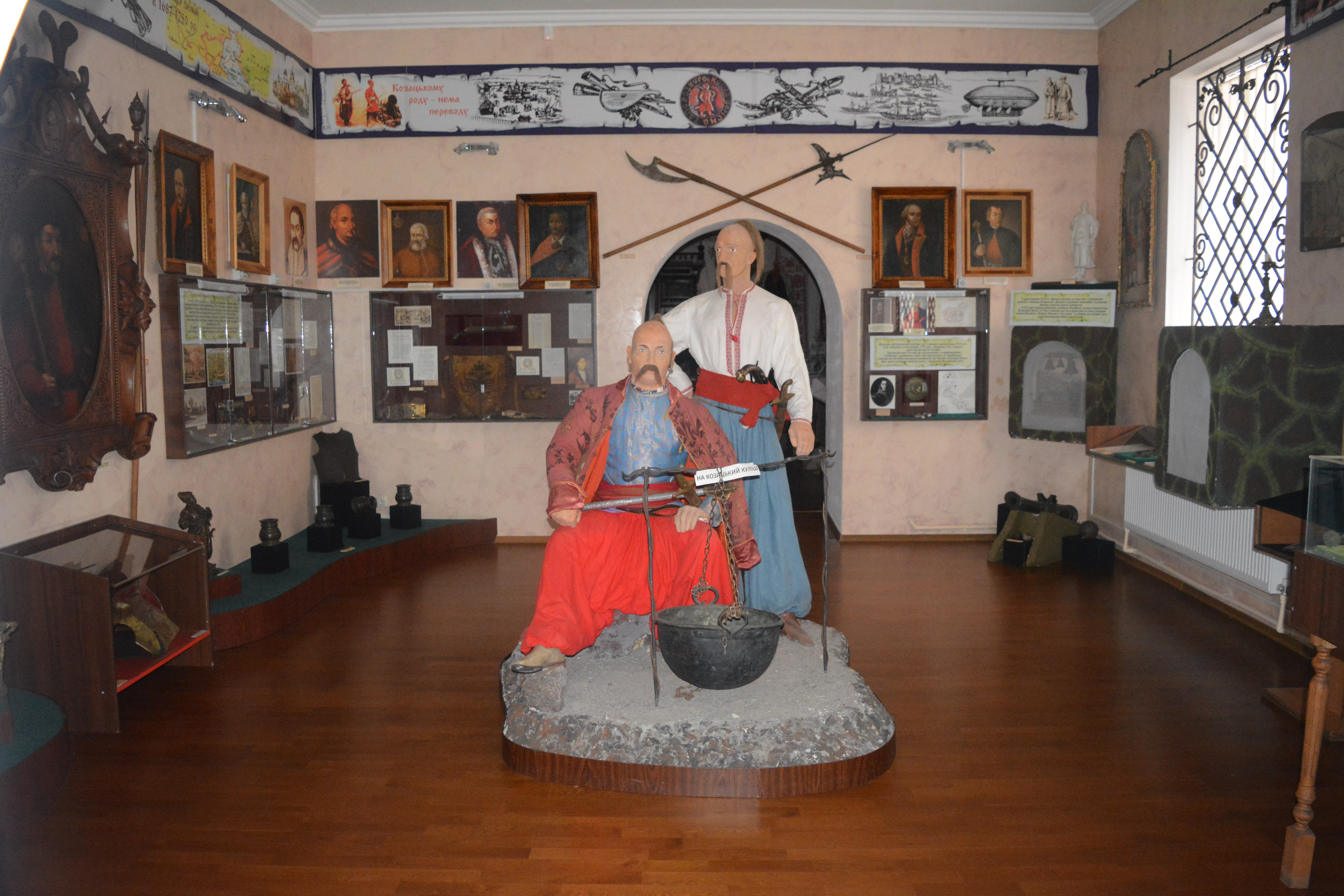
Відділ історії

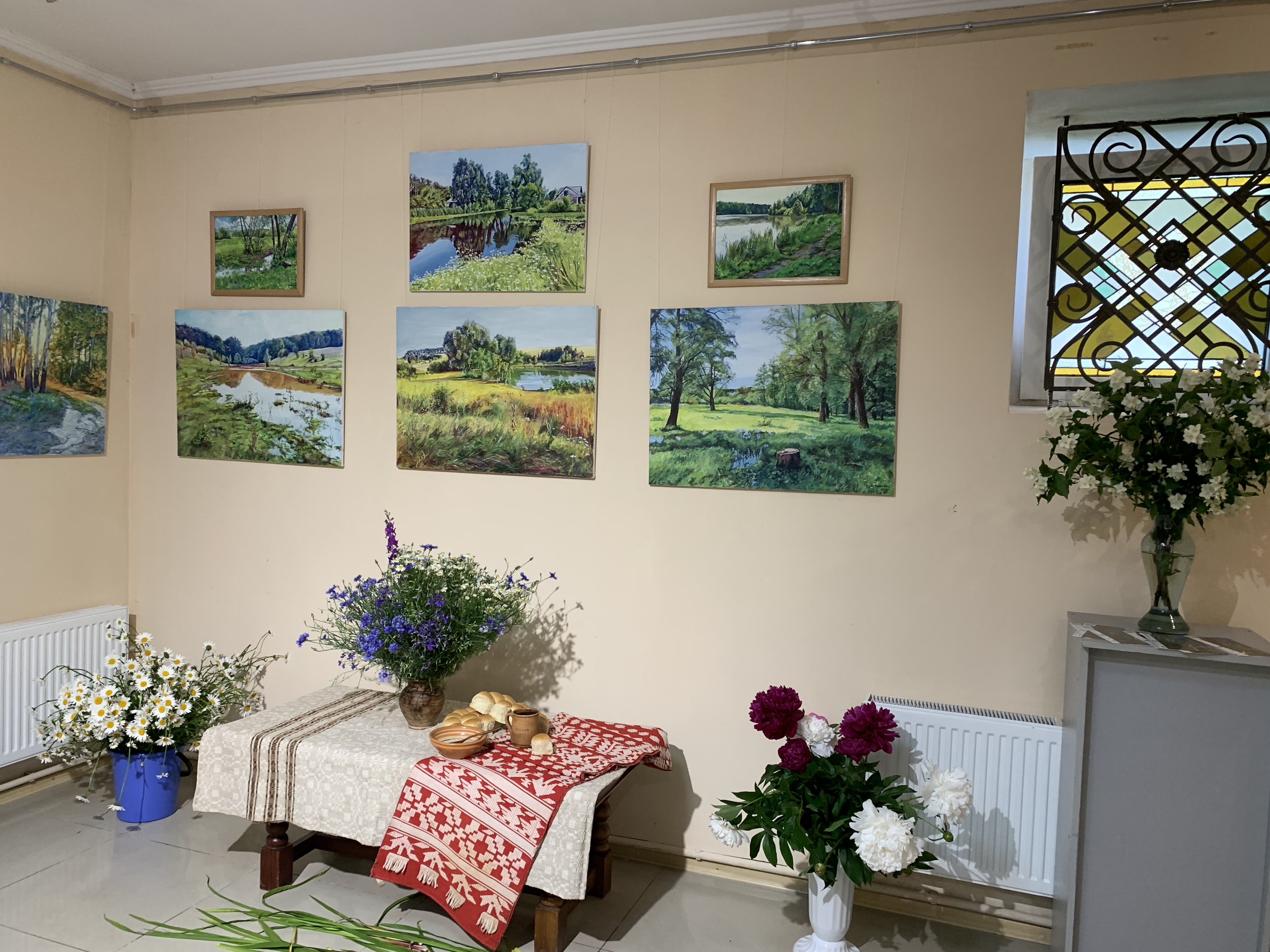
Виставкова зала

## Історія

### Музей від створення до середини ХХ століття
На зборах повітового земства 22 вересня (4 жовтня за новим стилем) 1894 року було одноголосно ухвалено рішення про створення в Прилуках природничо-історичного музею.

Прилуцький окружний музей, 1920-ті

Першим активно збирати місцеву старовину, твори мистецтва, історичні реліквії, поповнюючи вже існуючу більше 20 років музейну збірку, почав Іван Назарович Капустянський. Він врятував від загибелі цінні художні й історичні реліквії, дбав про збереження архівів та бібліотек. Саме він відшукав і зберіг для нащадків безцінні рукописи творів великого друга Тараса Шевченка Я. П. де Бальмена.
У 1927 році завідувачем Прилуцького окружного музею став професор Василь Іванович Маслов. Він створив у Прилуках один із найкращих на той час музеїв в Україні. Основою для створення нової експозиції послужила Галаганівська приватна музейна збірка, яка складалася із шедеврів світового мистецтва: Т. Шевченко, Л. Жемчужников, В. Штернберг, І. Соколов, К. Трутовський, О. Іванов, І. Айвазовський, Л. Лагоріо. Крім того, у зібранні прилуцького музею була чудова колекція старовинних українських портретів і народних картин XVII—XIX століть, картини західно-європейських майстрів, ікони, збірка італійських гравюр, вази з коштовних гірських порід, колекції старовинних меблів, бронзи, килимів, козацької зброї, монет та медалей. Усе це зібрав і зберіг В. І. Маслов зі своїми помічниками, при чому музейне зібрання пережило і лихолітні роки Голодомору 1932—33 років та буремні роки Німецько-радянської війни.

### У повоєнний час
Після Другої світової війни під приводом браку коштів і проблемами з приміщенням для музею в 1953 році з Прилуцького краєзнавчого було забрано все найцінніше і найкраще до обласного історичного музею.
Однак музей у Прилуках продовжував працювати. За цей час його зібрання поповнилися художніми творами відомих українських художників, художників-прилучан. Була зібрана колоритна колекція декоративно-ужиткового мистецтва. 
У результаті вже в 1991 році у Стрітенському соборі була створена нова експозиція відділу давньої історії Прилуччини, де експонувалась кераміка прадавніх українців, козацькі реліквії: гармати, рушниці, пістолі, луки, стріли, шаблі, ядра, кулі, а також речі народного побуту й мистецтва, вироби ремісників і нумізматика.

### Музей на сучасному етапі

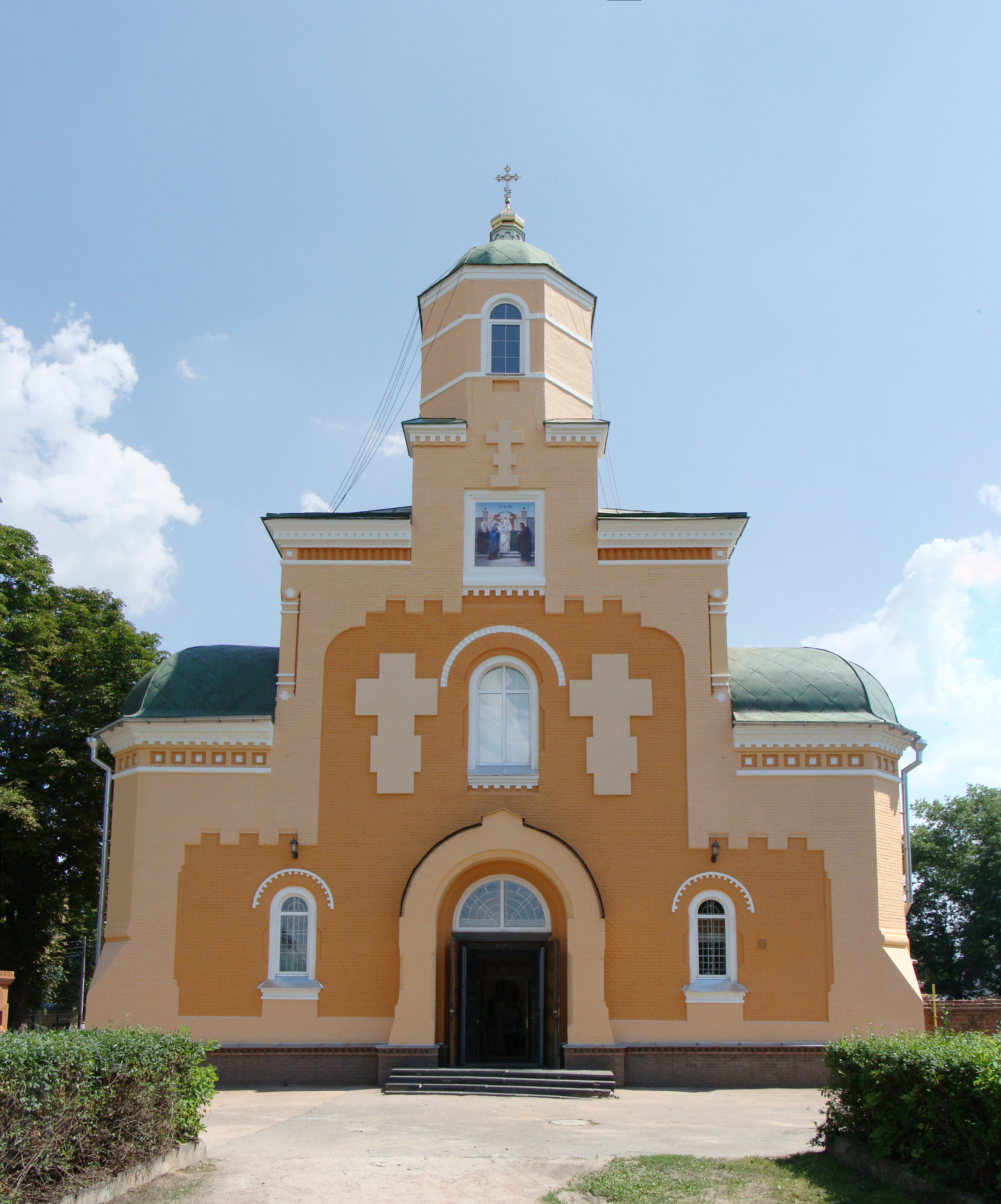
У 1990-х роках Прилуцький музей квартирував у Стрітенському соборі

Від 1990-х і у 2000-ні розгорулась активна пошукова, дослідницька, видавнича і популяризаторська діяльність Прилуцького краєзнавчого музею. Так, етапним кроком стало започаткування в 1992 році випусків щомісячного періодичного видання «Скарбниця», засновниками якого стали колектив музею та краєзнавче товариство ім. В. І. Маслова.
З 1992 музей має філію Прилуцького краєзнавчого музею, яка розміщена у будинку родини Олега Кошового.
Вагомий вклад у діяльність музею, краєзнавчу роботу на сучасному етапі зробили:
- доктор технічних наук, професор Д. О. Шкоропад, який є автором чотиритомного видання з історії Прилуччини. Разом з місцевим краєзнавцем О. А. Савоном він підготував історико-краєзнавчий довідник «Прилуччина», виданий у 2007 році (Ніжин: «Аспект-Поліграф»);
- Г. Ф. Гайдай — автор книги «Прилуки — місто старовинне».
- Л. М. Карпилянський, А. О. Денисенко, А. Г. Риженко, О. О. Клочко, М. І. Куриленко та багато інших.

З постанням питання про повернення релігійній громаді Стрітенського собору та його подальшої реставрації, неминуче з'явилась укотре проблема з розмішенням Прилуцького краєзнавчого музею.  
2006 року за ініціативи міського голови Юрія Беркута під музей було надано будинок колишнього міського голови М. І. Кисловського, побудований наприкінці XIX століття у стилі модерн.
Продовжуючи справу своїх попередників, долучився до меценатської діяльності Почесний громадянин Прилук Ю. В. Коптєв — завдяки його фінансовій підтримці вдалося зробити ремонт будівлі музею та поновити його експозицію.
2008 року було відкрито природничий відділ Прилуцького краєзнавчого музею, а 2011 - історичний відділ. 
У 2010 році музей дістав ім'я на честь одного зі своїх сподвижників — Василя Маслова, і нині офіційно називається Прилуцький краєзнавчий музей імені В. І. Маслова. 

## Експозиція та діяльність
Історичний відділ музею розміщений у 5 залаз, кожен з яких відповідає тому чи іншому періодові з історії краю:
- перший зал дає можливість заглянути в літнє поселення первісної людини, розглянути кераміку прадавніх слов'ян;
- другий зал присвячений козацтву — тут представлені гармати, ядра, мортири, стріли, що дають можливість відчути дух епохи Визвольної війни українців під проводом Богдана Хмельницького та ознайомитись з понад 130-річною історією Прилуцького козацького полку;
- у третій залі висвітлено прилуцьку «Шевченкіану», адже великий Кобзар декілька разів бував у місті;
- четверта зала запрошує ознайомитись із буремним ХХ століттям країни і Прилуччини зокрема — з колективізацією, Голодомором 1932—33 років, репресіями, а також 1939 роком нищення української інтелігенції;
- повоєнні і сучасні здобутки Прилуцького краю у промисловості, народному господарстві, культурі, освіті, медицині, спорті висвітлено у п'ятому залі 2-го поверху.

Прилуцький краєзнавчий музей імені В. І. Маслова здійснює просвітницьку, екскурсійну, виставкову діяльність — як внутрішню, так і зовнішню, організовує і провадить наукові пошуки, пошукову роботу жертв репресій і Голодомору.